# Иностранная литература (журнал)
«Иностранная литература» — радянський і російський літературно-художній журнал. Спеціалізується на публікації перекладної літератури. Заснований в липні 1955 роки як орган правління Спілки письменників СРСР. Обов'язки головного редактора в різний час виконували Б. Рюриков, О. Чаковський, М. Федоренко, Ч. Айтматов. Виходить раз на місяць, обсяг одного номера — 288 смуг.
Редакція вважає «Иностранную литературу» наступницею журналу «Вісник іноземної літератури», що виходив в Російській імперії з 1891 по 1916 рік. Безпосередніми ж попередниками «ИЛ» були радянські журнали «Вісник іноземної літератури» (1928—1930), «Література світової революції» (1931—1932) і «Інтернаціональна література» (1933—1943).